# Höf-Präbach
Höf-Präbach är en tidigare kommun i Österrike. Den ligger i kommunen Eggersdorf bei Graz i förbundslandet Steiermark. Kommunen blev en del av Eggersdorf bei Graz i samband med kommunreformen i Steiermark 1 januari 2015.
Kommunen bestod av två orter (Ortschaften) (inom parentes invånarantal 1 januari 2024):
- Höf (1 154)
- Präbach (396)